# Новий Валовай
Новий Валова́й (рос. Новый Валовай) — село у складі Пачелмського району Пензенської області, Росія.
Населення — 343 особи (2010; 383 у 2002).
Національний склад станом на 2002 рік:
- росіяни — 99 %